# Kurixalus odontotarsus
Kurixalus odontotarsus är en groddjursart som först beskrevs av Ye, Fei in Ye, Fei och Hu 1993.  Kurixalus odontotarsus ingår i släktet Kurixalus och familjen trädgrodor. IUCN kategoriserar arten globalt som livskraftig. Inga underarter finns listade i Catalogue of Life.